# Puesta del sol en Montmajour
Puesta del sol en Montmajour es un paisaje al óleo pintado por el artista holandés Vincent van Gogh el 27 de julio de 1888, mientras el artista estaba en Arlés, Francia, y representa el paisaje de la garriga, con las ruinas de la Abadía de Montmajour en el horizonte. La pintura es de 73,3 cm x 93,3 cm y está ubicada en el Museo van Gogh de Ámsterdam, donde se exhibe desde el 24 de septiembre de 2013.
La obra pictórica fue pintada durante su estadía en Arlés, en la que también creó cuadros como Los girasoles, La Casa Amarilla o El dormitorio en Arlés.
No se creía que la pintura fuese una obra auténtica de Van Gogh, hasta que fue autentificada en 2013.

## Historia
La pintura se inventarió en la colección de Theo van Gogh de las obras de su hermano en 1890 y fue vendida en 1901.
El empresario noruego Christian Nicolai Mustad compró el cuadro en 1908.  Según su familia, el embajador de Francia en Suecia le informó de que probablemente no era una obra de Vincent van Gogh. La pintura permaneció almacenada en un ático hasta la muerte de Mustad, cuando reapareció como parte de su patrimonio. En la década de 1990, el cuadro fue mostrado al personal en el Museo van Gogh, pero fue descartado como obra no legítima de Van Gogh, ya que no estaba firmada.

### Redescubrimiento e identificación
Con el desarrollo de mejores técnicas de investigación, una investigación de dos años se puso en marcha por el Museo van Gogh para determinar la autenticidad de la pintura, la cual fue objeto de una investigación detallada de estilo y materiales. Se descubrió que estaba pintada en la misma gama de pinturas que aparecen en las obras de Van Gogh en ese período.
Entre la evidencia que confirma la autenticidad de la pintura está una carta escrita por Vincent van Gogh a su hermano Theo el 5 de julio de 1888, que describe el cuadro que había pintado el día anterior:

"Ayer, al atardecer, yo estaba en un brezal pedregoso donde crecen muy pequeños y retorcidos robles, en el fondo de una ruina en la colina, y campos de trigo en el valle. Era romántico, no podía ser más, a la Monticelli, el sol se derramaba en sus rayos amarillos muy por encima de los arbustos y el suelo, absolutamente una lluvia de oro".

El 9 de septiembre de 2013, el Museo van Gogh anunció en una presentación pública de la obra que se había confirmado que se trataba de una pintura de Van Gogh. No se había descubierto ningún otro cuadro de Van Gogh del mismo tamaño desde 1928.